# Кріоскопія
Кріоскопі́я (рос. криоскопия, англ. cryoscopy) — метод дослідження розбавлених розчинів, що ґрунтується на вимірюванні пониження температури замерзання розчину нелеткої сполуки порівняно з температурою замерзання чистого розчинника. Використовується, зокрема, для визначення молекулярної маси речовин, міжмолекулярної взаємодії компонентів у розчинах (розчинене—розчинене, розчинене—розчинник).

## Кількісний зв'язок між пониженням температури замерзання розчинника у розчині і концентрацією розчиненої речовини
При рівновазі хімічні потенціали розчинника у розчині і твердому стані рівні між собою:
{\displaystyle \mu _{1}^{s}=\mu _{1}^{l}=\mu _{1}^{0}+RT\ln {\boldsymbol {a_{1}}}}
В розчинах, що підпорядковуються закону Рауля
{\displaystyle a_{1}=x_{1}},
де {\displaystyle a_{1}}-активність розчинника, {\displaystyle x_{1}}-мольна частка.
Виходячи з цього можна отриматио:
{\displaystyle \ln {x_{1}}={{\mu _{1}^{s}-\mu _{1}^{0}} \over {RT}}={{\Delta G} \over RT}},
де {\displaystyle \Delta G}-зміна енергії Гіббса при кристалізації розчинника.
Продиференціювавши рівняння за температурою з використанням рівняння Гіббса-Гельмгольца:
{\displaystyle {\left({\partial \ln {x_{1}} \over \partial T}\right)_{p}}={{\partial } \over \partial T}\left({\Delta G \over RT}\right)_{p}=\left({\Delta H_{sol} \over RT^{2}}\right)},
де {\displaystyle \Delta H_{sol}} — теплота плавлення твердого розчинника.
Інтегрування рівняння від температури кристалізації чистого розчинника {\displaystyle T_{o}} (при цьому {\displaystyle x_{1}=1}) до температури кристалізації розчинника {\displaystyle T} у розчині з концентрацією {\displaystyle x_{1}} дає:
{\displaystyle \ln {x_{1}}=-{\Delta H_{sol} \over R}\cdot {T_{o}-T \over T_{0}T}}
Зменшення температури кристалізації {\displaystyle \Delta T} невелике, і приблизно можна прийняти, що добуток {\displaystyle TT_{0}=T_{0}^{2}}. Тоді
{\displaystyle \Delta T=-{RT_{0}^{2} \over \Delta H_{sol}}\ln {x_{1}}}
Замінивши мольну частку розчинника {\displaystyle x_{1}} через мольну частку розчиненої речовини {\displaystyle x}:
{\displaystyle \ln {x_{1}}=\ln({1-x})}
Враховуючи, що {\displaystyle x} — мала величина, можна розкласти {\displaystyle \ln(1-x)} в ряд, обмежившись першим членом розкладання:
{\displaystyle \ln(1-x)=-x+...}
Оскільки у розбавлених розчинах {\displaystyle x\ll x_{1}} і {\displaystyle n_{2}\ll n_{1}}, то
{\displaystyle x={n_{2} \over n_{1}+n_{2}}\approx {n_{2} \over n_{1}}={n_{2}M_{1} \over \omega _{1}}={mM_{1} \over 1000}},
де {\displaystyle M_{1}}і {\displaystyle \omega _{1}}-молярна маса і маса розчинника у розчині відповідно, {\displaystyle m} — моляльність розчину.
Підставивши значення у рівняння:
{\displaystyle \Delta T={RT_{0}^{2}M_{1} \over 1000\Delta H_{sol}}m=Km}
де {\displaystyle K} — кріоскопічна стала, або молярне пониження температури кристалізації. Вона не залежить від природи розчиненої речовини, а лише від даного розчинника.

## Використання
Кріоскопію застосовують для визначення:
1. кріоскопічної сталої, якщо відома молярна маса розчиненого неелектроліту: {\displaystyle K={\Delta T \over m}}
2. молярної маси розчиненого неелектроліту, якщо відома кріоскопічна стала: {\displaystyle M_{2}=K{g_{2}\cdot 1000 \over \Delta T\centerdot g_{1}}}
3. коефіцієнт Вант-Гоффа: {\displaystyle i={\Delta T \over Km}}
4. коефіцієнта активності розчинника.
5. концентрації розчиненого неелектроліта.